# Centrale thermique de Vridi
La centrale thermique de Vridi est une centrale thermique au gaz ivoirienne entrée en service le 1er mars 1995, et produisant de l'électricité grâce au gaz naturel. Elle est située dans le parc industriel de Vridi, qui a donné son nom à la centrale, au sein de la commune abidjanaise de Port-Bouët.